# Posiełkowaja (przystanek kolejowy)
Posiełkowaja (ros. Поселковая, остановочный пункт Поселковая) – przystanek kolejowy w zachodniej Rosji, w osiedlu wiejskim Czistikowskoje rejonu rudniańskiego w obwodzie smoleńskim.

## Geografia
Przystanek położony jest w sąsiedztwie dieriewni Granki, 1,5 km od drogi federalnej R120 (Orzeł – Briańsk – Smoleńsk – granica z Białorusią), 25 km od centrum administracyjnego rejonu (Rudnia), 39,5 km od Smoleńska.
Leży na linii Smoleńsk – Witebsk. Na tym odcinku jest to linia jednotorowa.

## Rozkład jazdy
Codziennie kursują pociągi podmiejskie: raz dziennie Gołynki – Smoleńsk/Smoleńsk – Gołynki, 2 razy – Smoleńsk – Rudnia/Rudnia – Smoleńsk.